# Вибори мера Харкова 2021
Вибори мера Харкова 2021 — позачергові вибори Харківського міського голови, що відбулися 31 жовтня 2021 року. Їх було заплановано провести після смерті попередньо обраного мера Геннадія Кернеса, якого було обрано на виборах 25 жовтня 2020 року.

## Перебіг подій, агітація
Навесні 2021 року харківські осередки 11-ти політичних партій почали вести переговори щодо висунення єдиного кандидата від демократичних проукраїнських сил. Пізніше п'ять партій (ВО «Батьківщина», «Блок Світличної „Разом!“», «Громадянська позиція», ВО «Свобода», «УДАР Віталія Кличка») вийшли з процесу переговорів. 28 серпня представники решти шести партій («Акцент», «Голос», «Демократична сокира», «Європейська солідарність», «Національний корпус», «Правий сектор») шляхом голосування обрали єдиним кандидатом члена «Національного корпусу» Костянтина Немічева. В той же день партії «Акцент» та «Європейська солідарність» заявили про відкликання своїх голосів. «Європейська солідарність» зареєструвала власного кандидата в міські голови, Олександра Скорика.
6 вересня 2021 року керівник парламентської фракції провладної партії Слуга народу Давид Арахамія заявив, що партія не має сильного кандидата в Харкові, тому не братиме участі у виборах.
Другий тур має бути оголошено, якщо:
- двоє кандидатів матимуть найбільшу та однакову кількість голосів;
- жоден кандидат не набере 50 %+ голосів[12].

## Кандидати

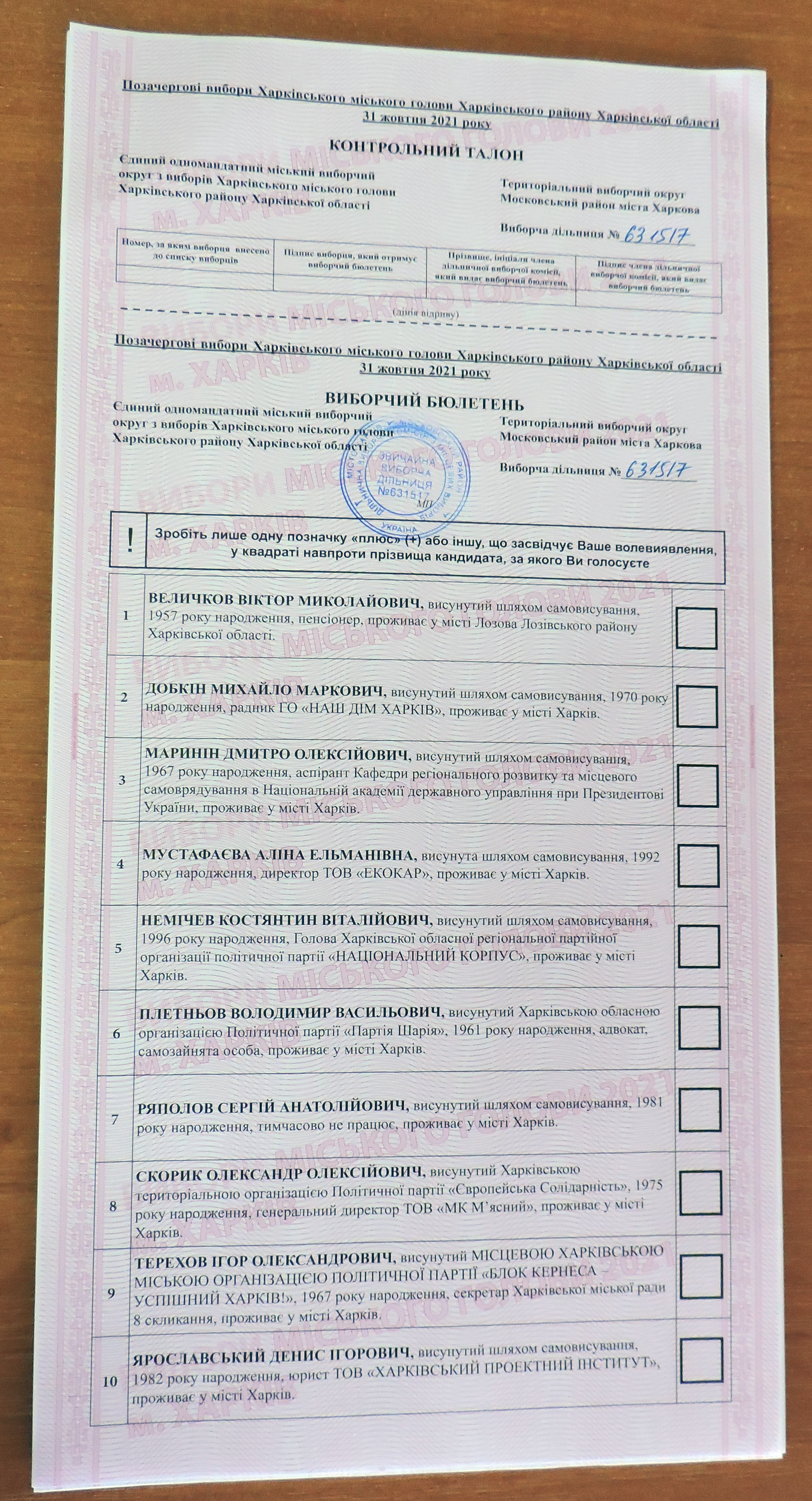
Бюлетень на вибори Харківського міського голови (2021)

- Віктор Величков — колишній депутат Лозівської міської ради у Харківській області, входив до Партії регіонів.
- Михайло Добкін — колишній міський голова Харкова, колишній голова Харківської ОДА.
- Дмитро Маринін — депутат Харківської міської ради.
- Аліна Мустафаєва — самовисування, директор ТОВ «Екокар», з 2020 — депутатка Харківської міськради VIII скликання від Слуги народу[13].
- Костянтин Немічев — голова громадської ради при ХОДА.
- Володимир Плетньов — депутат Харківської міськради від проросійської Партії Шарія[14].
- Сергій Ряполов — самовисування, безробітний, потерпілий у справі проти Кернеса і двох його охоронців щодо побиття й викрадення двох людей 25 січня 2014 року.
- Олександр Скорик — підприємець, голова фракції Європейська Солідарність у Харківській обласній раді.
- Ігор Терехов — секретар Харківської міськради, виконувач обов'язків міського голови Харкова.
- Денис Ярославський — юрист ТОВ «Харківський проектний інститут».

### Колишні
- Олександр Кондрусик;
- Микола Кукуріка;
- Валерій Говоров[15].

## Результати
Явка виборців на виборах була рекордно низькою — 28,29 %. Поліція Харківської області зареєструвала 45 повідомлень про порушення виборчого законодавства, спостерігачі від ГМ «Опора» зафіксували 311 порушень.
За даними голова міської територіальної виборчої комісії Олени Матвієнко, Ігор Терехов набрав 50,66 % (146 240 голосів виборців), Михайло Добкін — 28,4 % (82 008 голосів), Олександр Скорик — 5,36 % (15 462), Костянтин Немічев — 4,26 % (12 295), інші кандидати — менше 10 000 голосів.
Після оголошення результатів Михайло Добкін заявив про бажання подати до суду, пояснюючи це фальсифікацією результатів голосування.

## Порушення і фальсифікації
За результатами паралельного підрахунку голосів було виявлено фальшовані протоколи підрахунку голосів на 40 дільницях у Новобаварському, Холодногірському та Основ'янському районах Харкова на користь кандидата на посаду міського голови Ігоря Терехова.
У результаті кількість голосів у кандидатів Костянтина Немічева та Олександра Скорика зменшилися, а в Ігоря Терехова збільшилися на 572 голоси. Невідповідності щодо кількості голосів по районах:
- Новобаварський район — 397 голосів (дільниці № 631180, 631193, 631197, 631201, 631205, 631211, 631177, 631189, 631200)
- Холодногірський район — 105 голосів (дільниці № 631376, 631377, 631378, 631381, 631382, 631383, 631384, 631385, 631386, 631388, 631389, 631391, 631392, 631393, 631395, 631396, 631397, 631398, 631399, 631400, 631401, 631402, 631403, 631404, 631405, 631406, 631407, 631408, 631409, 631700)
- Основ'янський район — 70 голосів (дільниця № 631675)

2 листопада спостерігачі «Опори» звернулися до Харківської міської територіальної виборчої комісії зі скаргами на Новобаварську, Холодногірську та Основ'янську районні у місті територіальні виборчі комісії через розбіжності у протоколах, до Центральної виборчої комісії, а також підготували позов до суду. Того ж дня поліція відкрила кримінальне провадження щодо фальсифікації протоколів на ряді дільниць на користь Терехова.
5 листопада виборчком відмовив у перерахунку голосів і скасуванні перемоги Терехова.